# Palmarum familia
Palmarum familia (abreviado Palm. Fam.) es un libro con ilustraciones y descripciones botánicas que fue escrito por el médico, naturalista, botánico, antropólogo y uno de los más importantes investigadores alemanes que han estudiado el Brasil y especialmente la región del Amazonas, Carl Friedrich Philipp von Martius. Fue publicado en el año 1824, con el nombre de Palmarum Familia Ejusque Genera Denuo Illustrata. Programma. .. München.